# Crisis migratoria haitiana en Baja California
El término crisis migratoria haitiana en Baja California se refiere al proceso migratorio de personas haitianas, que se ha desbordado en su llegada a las ciudades Tijuana y Mexicali del estado mexicano de Baja California, en su deseo de obtener el paso a Estados Unidos en condición de asilados políticos.

## Antecedentes
El 12 de enero de 2010 Haití, ubicado en la isla de La Española, sufrió un sismo de magnitud 7.3 en la escala de Richter donde fallecieron 316 000 personas, 350 000 más quedaron heridas, y más de 1,5 millones de personas se quedaron sin hogar. Esto agravó la ya precaria economía de Haití. Muchos haitianos intentaron llegar a la Guayana Francesa, pero esta cerró sus fronteras, por lo que quedaron varados. Ante esta situación, muchos migraron a Brasil, donde el gobierno de Dilma Roussef regularizó su estatus con visas de trabajo y de residencia.

## Proceso
El gobierno de Brasil implementó un programa de empleo para migrantes de Haití, principalmente en la construcción de infraestructura rumbo a la Copa Mundial de Fútbol de 2014 y los Juegos Olímpicos de Río de Janeiro 2016. Sin embargo, al terminar estos eventos, todos esos empleos terminaron, dejando a los migrantes sin recursos.
Por ello, y con la relajación de la política migratoria para Haití por parte de Estados Unidos, miles de personas haitianas viajaron a buscar nuevas oportunidades al país norteamericano. En enero de 2010, Janet Napolitano, en ese momento secretaria de Seguridad Interior, informó sobre brindar protección temporal a las haitianas mientras se recuperaban del sismo y para octubre de 2016 reafirmaron ese compromiso por el paso del huracán Matthew.
La opción viable en ese momento fue la frontera mexicana de Tijuana y Mexicali en donde permitían el paso a Estados Unidos a las personas Haitianas en calidad de asilo. Para llegar a ella, tienen que pasar desde Brasil a Centroamérica y llegar a la frontera sur de México en donde se les ha otorgado un salvo conducto para permanecer en la República Mexicana por treinta días.
En la primera oleada de migrantes, Estados Unidos otorgaba cien pases al día sin embargo al llegar a las 5,000 han endurecido su política migratoria, reduciendo primero a 50 y recientemente a 30 fichas por día, adicional, pueden o no ser aceptados, en caso de que no, son deportados a Haití.
Esto ha ocasionado un embudo, mientras continúan llegando a las ciudades fronterizas, a menos permiten el ingreso. Los alberques no se dan abasto, tienen que esperar semanas por una ficha, después de meses de viajes en donde sufrieron vejaciones, robos y discriminación.
Se contempla que para 2017 llegaran a Tijuana y Mexicali cerca de 40,000 personas de Haití en busca de un ingreso legal a Estados Unidos.
Ante la política migratoria del gobierno de Trump, los migrantes buscan ahora regularizar su situación migratoria en México.